# Eschenau (Baixa Áustria)
Eschenau é um município da Áustria localizado no distrito de Lilienfeld, no estado de Baixa Áustria.